# Спес на монетах Древнего Рима

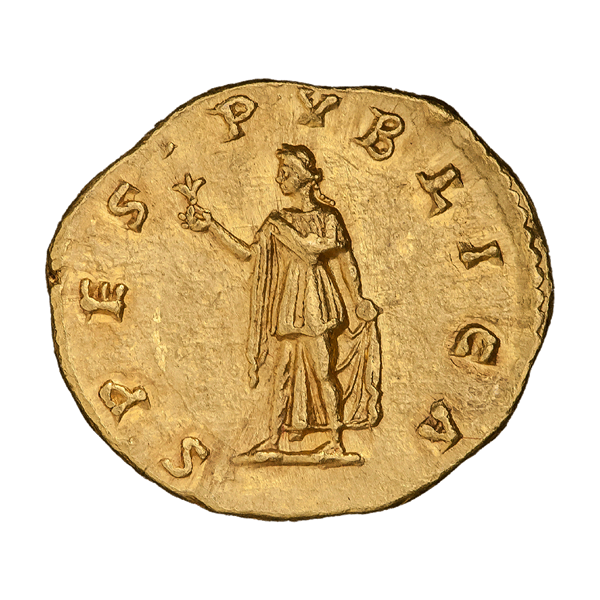
Классическое изображение богини надежды Спес на ауреусе Коммода

Спес на монетах Древнего Рима присутствует на нескольких сотнях типов денежных знаков Римской империи. В римской мифологии Спес была богиней надежды. Общепринятым изображением Спес стала молодая женщина с цветком в правой руке. Он имел символическое значение, так как цветок предполагает надежду на плод.
В императорскую эпоху Спес также стала одной из персонификаций добродетелей правителя. Спес Августа (лат. Spes Augusta) древними римлянами ассоциировалась с надеждой на августа, который сможет разрешить все трудности в государстве. Впервые на монетах Спес появляется во время правления Клавдия (41—54 годы н. э.). Присутствует на деньгах большинства императоров, вплоть до принятия христианства государственной религией в Римской империи.

## Спес в римской мифологии
Культ богини надежды Спес возник в Римской республике не позднее V столетия до н. э. Имеются упоминания о посвящённом ей храме при описании событий 477 г. до н. э. Общепринятым изображением Спес стала молодая женщина с цветком в правой руке. Он имел символическое значение, так как цветок предполагает надежду на плод. Левой рукой Спес либо придерживает полупрозрачное платье, либо несёт рог изобилия и другие символы ожидаемых от неё благ.
В императорскую эпоху Спес также стала одной из персонификаций добродетелей правителя. Спес Августа (лат. Spes Augusta) древними римлянами ассоциировалась с надеждой на Августа, который сможет разрешить все трудности в государстве.

## Особенности изображений Спес на имперских монетах

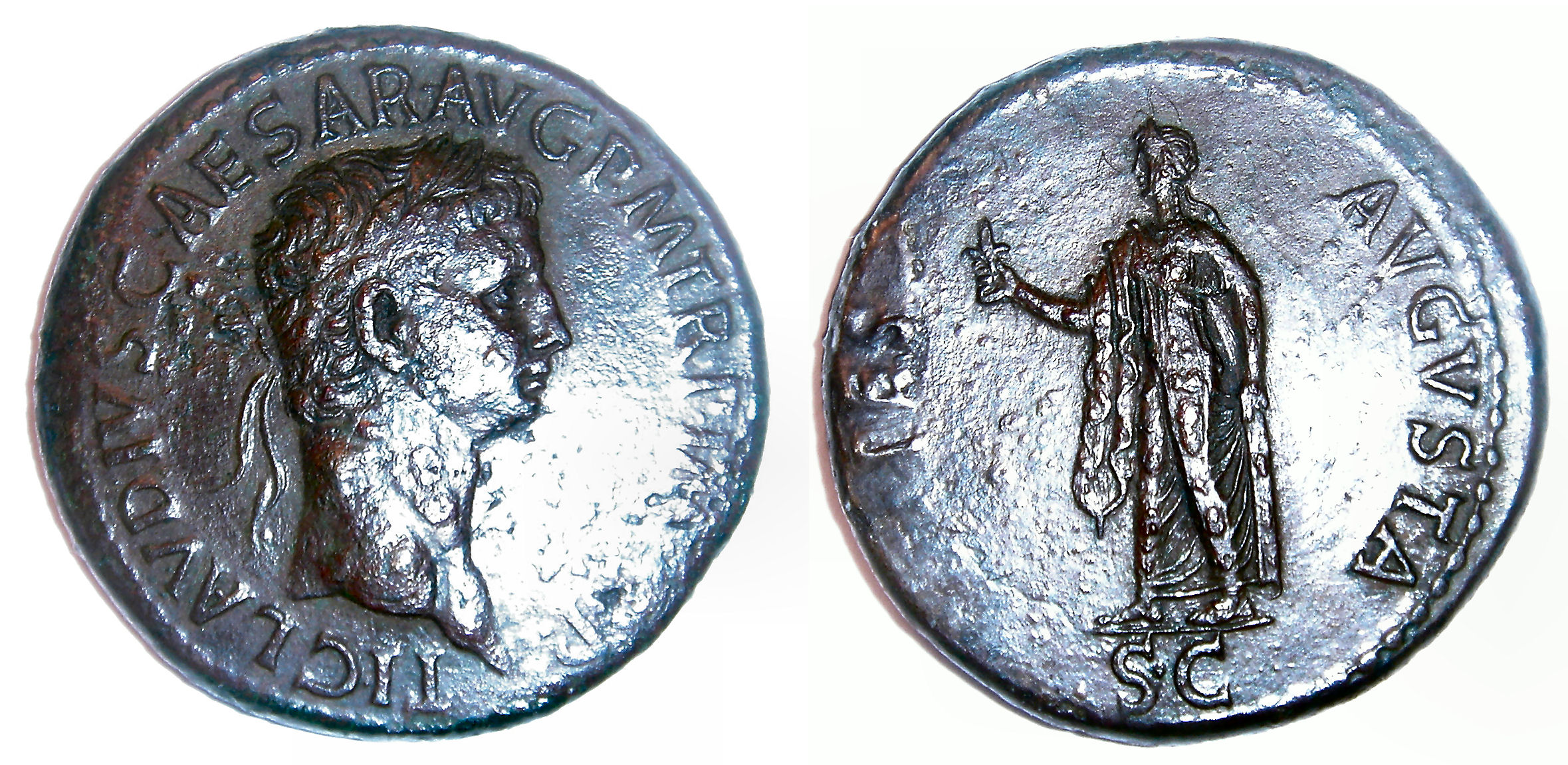
Сестерций Клавдия со Спес Августа — первая монета Древнего Рима с изображением богини надежды

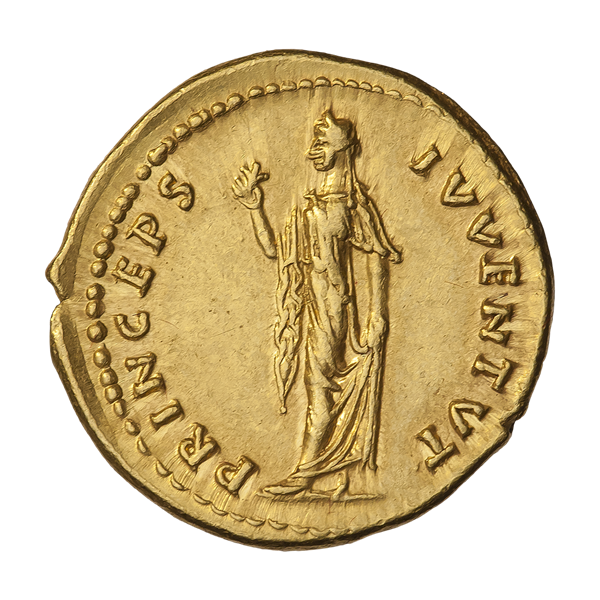
Богиня Спес и легенда «Принцепс молодёжи» подчёркивает надежду народа и государства на наследника престола

Впервые она появляется на монетах Клавдия с эпитетом «Августа». Другими эпитетами богини надежды на монетах являются «римского народа» («P[opuli]. R[omani].»), «государственная» («PVB», «PVBLIC», «PVBLICA», «REIPVBLICAE»), «добрая» («BONA»), «вечная» («PERPETVAE»). Спес сама по себе, или в сочетании с эпитетами «римского народа» или «государственная», часто относится к наследнику престола, как надежде всего народа и государства. В таких случаях на другой стороне монеты присутствует либо его изображение, либо титул «принцепса молодёжи».
Достаточно необычная композиция, протягивающей цветок Спес Августа трём римским солдатам, впервые появляется на сестерции Веспасиана, а затем и ряда других императоров. Это подчёркивает роль армии в осуществлении надежд правителя и народа на величие и благополучие государства. Сюжет с персонификацией согласия Конкордией, держащей руку на Спес, олицетворяет надежду на согласие между правящим императором и выбранным им наследником. При Адриане (117—138) Спес изображают рядом с богиней удачи Фортуной.

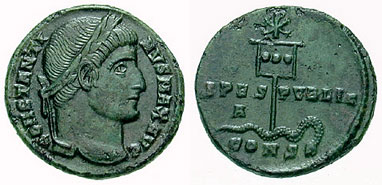
Фоллис Константина Великого с изображением лабарума, пронзающего змею, и легендой «SPES PVBLICA»

Во время кризиса Римской империи III века одной из наиболее привлекательной для всех слоёв общества идеей была надежда на восстановление мира и изобилия. Это нашло отображение в частой чеканке монет с богиней Спес с эпитетами «счастья в мире» («FELICITATIS ORBIS»), «твёрдая» («FIRMA») и др.
При принявшем христианство Константине Великом с монет пропадают изображения античной богини Спес. Но изображения на них надежды, как таковой, с соответствующей легендой «SPES REIPVBLICAE» продолжают использовать. Богиню заменяет знамя с монограммой Иисуса Христа лабарум пронзающее змею, либо мать с двумя младенцами. Магн Максим связывал, согласно легенде и изображениям на монетах, свои надежды с преторианской гвардией.